# Långön (vid Pellinge, Borgå)
Långön, med Julön i sydväst, är en ö i Finland. Den ligger i Finska viken och i kommunen Borgå i den ekonomiska regionen  Borgå i landskapet Nyland, i den södra delen av landet. Ön ligger omkring 51 kilometer öster om Helsingfors.
Öns area är 64,5 hektar och dess största längd är 2 kilometer i öst-västlig riktning. Ön höjer sig omkring 25 meter över havsytan.
Inlandsklimat råder i trakten. Årsmedeltemperaturen i trakten är 5 °C. Den varmaste månaden är augusti, då medeltemperaturen är 16 °C, och den kallaste är januari, med −6 °C.